# لوغالباندا في كهف الجبل
لوغالباندا في كهف الجبل (أو لوگالباندا الأولى ، لوگالباندا في البرية ) هي قصة أسطورية سومرية . وواحدة من أربع قصص معروفة تنتمي إلى نفس السلسلة تصف الصراعات بين إنمركر ، ملك أونوگ ( أوروك )، وملك غير مسمى من أرض أراتا . وتتبع هذه القصة قصة أخرى تُعرف باسم لوغالباندا وطائر أنزو ، ويشكلان معًا جزأين من قصة واحدة. تدور أحداث القصص، من وجهة نظر المؤلف، في الماضي البعيد. يُعتقد أن هذه النصوص قد جرى تأليفها خلال فترة أور الثالثة (القرن 21 ق.م)، على الرغم من أن جميع النسخ الموجودة تقريبًا تعود إلى فترة إيسن-لارسا (القرنين 20 و 18 ق.م).   وقد عُثر على ألواح تحتوي على هذه القصص في مواقع مختلفة في جنوب العراق، وخاصة في مدينة نيبور ، وكانت جزءًا من منهج المدارس الكتابية السومرية خلال العصر البابلي القديم (القرنين 20 و 17 ق.م). 

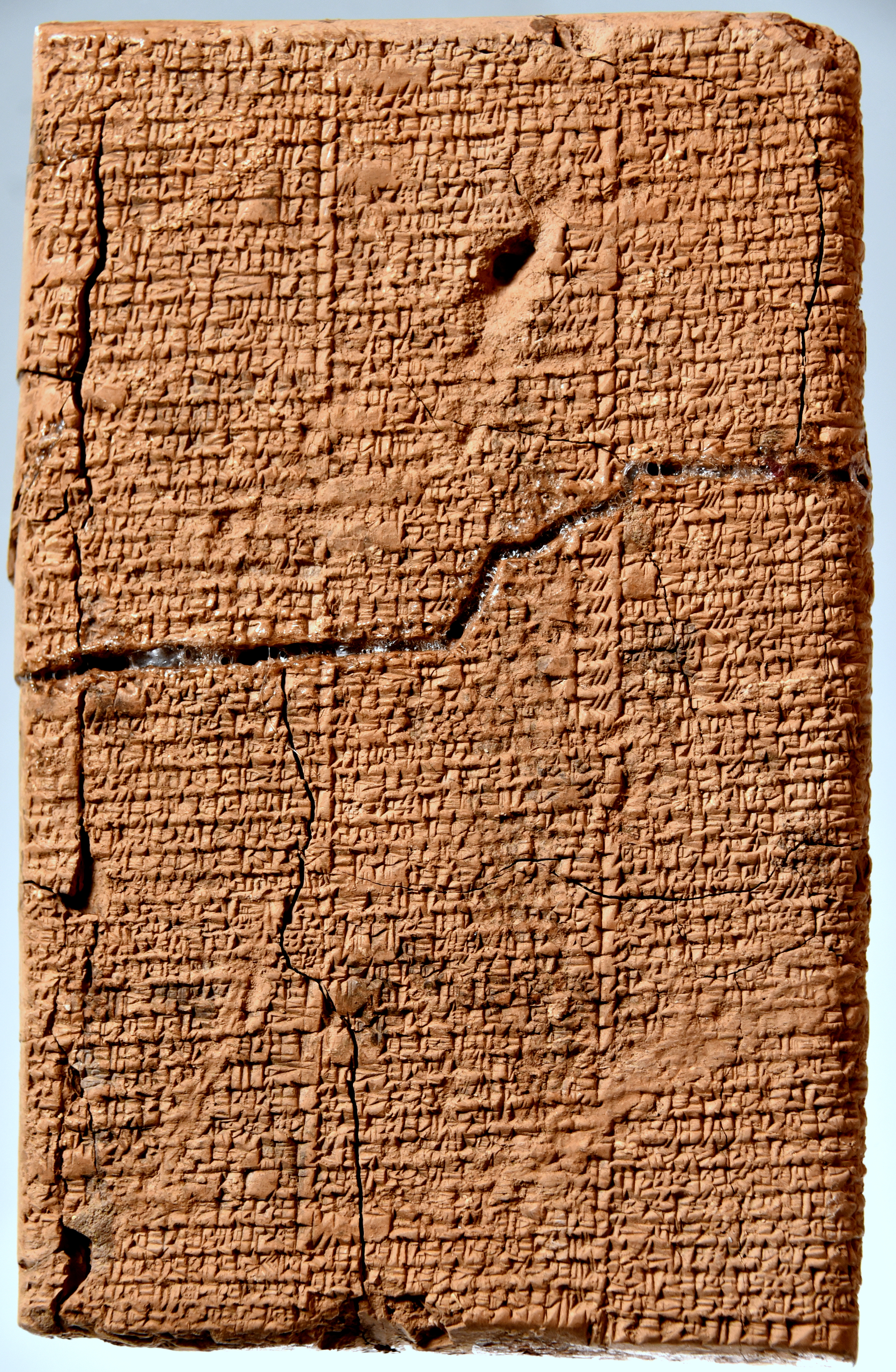
وجه الرقيم. قصة لوغالباندا في كهف الجبل، العصر البابلي القديم، من جنوب العراق. متحف السليمانية، العراق

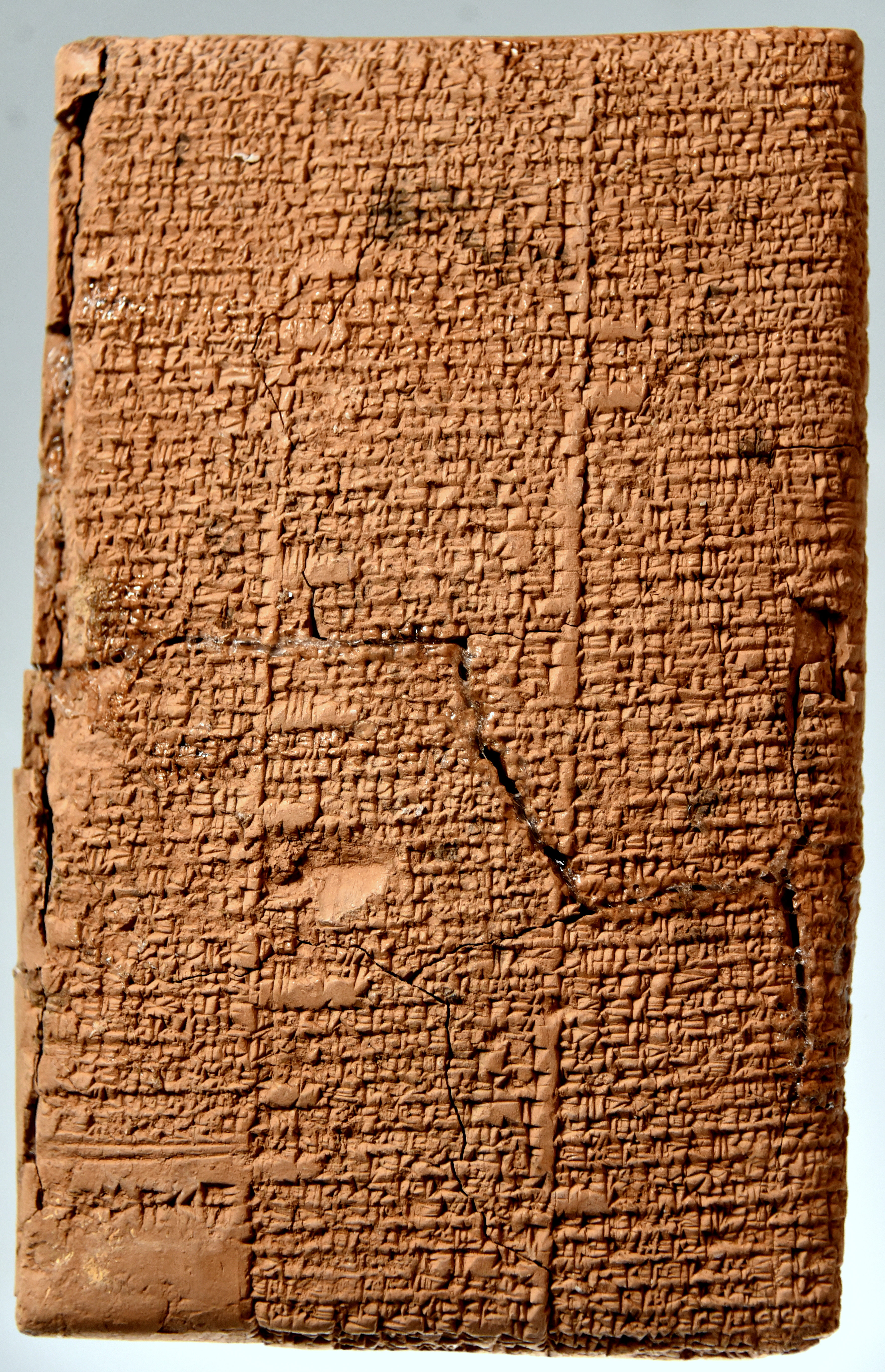
ظهر الرقيم. قصة لوغالباندا في كهف الجبل، العصر البابلي القديم، من جنوب العراق. متحف السليمانية، العراق

## ملخص
يريد الملك السومري إنمركر الاستيلاء على أرض أراتا. فيجمع جيشه، ويتجه نحو أراتا، وهي مدينة تقع على المرتفعات الشرقية. ومن بين الجنود كان لوغالباندا ، الذي أصيب بمرض خطير وتركه إخوته ليعيش أو يموت في كهف مع بعض المؤن. يبقى لوغالباندا مريضًا لمدة يومين؛ فيصلي إلى الآلهة شمش وإنانا ونانا ليشفوه من مرضه، وفي النهاية يشفا. وبعد عدة أيام، اصطاد ثور بري وعنزتين بريتين قبل أن ينام ليحلم. في الحلم يؤمر بالتضحية بالحيوانات التي اصطادها، ويشرع في القيام بذلك. لكن نهاية النص مهشمة للغاية وغير مفهومة جيدًا، لكنها تلقي الضوء على الآلهة الذين، على الرغم من امتلاكهم لقوة كبيرة، إلا أنهم يظهرون جانبًا مظلمًا.

## تعليقات
من بين السرد الأدبي السومري بما في ذلك قصص دورة إنمركار-أراتا الأربع، وخمس قصص معروفة عن جلجامش، تعتبر قصة "لوغالباندا في البرية" وتكملة لها "لوغالباندا وطائر أنزو" من أكثر النصوص تفصيلاً وتعقيدًا في تلك الفترة بطول إجمالي يبلغ 1000 سطر، بالإضافة إلى رمزيتها المعقدة وعناصرها الأسطورية القوية وحبكتها غير المتوقعة التي تنوس بين العالمين الدنيوي والإلهي. 
بالرغم من أن أجيال سابقة من الباحثين سعت وراء هذه القصص للكشف عن نواة حقيقة تاريخية تعود إلى فترة الأسرات المبكرة ، إلا أن مثل هذه المحاولات تستند غالبًا على دمج بيانات من التقاليد الملحمية للألفية الثانية مع المشاهدات الأثرية القابلة للتأويل.  وحتى لو كانت التقاليد الشفوية السابقة قد أثرت في أصلول هذه القصص، فإن النصوص التي وصلت إلينا هي الأدب الرفيع الذي ابتكره كتبة فترة أور الثالثة وما بعدها، وبالنسبة لهؤلاء الكتبة "كانت هذه النصوص تتعلق بالحاضر، وإن كانت مُسقطة على الماضي؛ والواقع أن فعل الإسقاط هذا ذاته هو الذي يميزها باعتبارها خيالاً، وليس إثنوغرافيا أو تاريخاً". 

## المقدمة
مثل قصص جلجامش، وأنكيدو، والعالم السفلي ، وأغنية الفأس ، وقصائد المناظرة السومرية ، تبدأ قصة لوغالباندا بمقدمة كونية عن البدايات. الترجمة التالية مأخوذة من غادوتي Gadotti 2014. 
1. [في الأيام البعيدة، لما انفصلت السماء عن الأرض]. 2. [في الأيام الغابرة؟] لما يكون ذلك مناسبًا تمامًا ... 3. لما كان الحصاد القديم … الشعير … 4. لما وُضعت [الحدود؟] وتم تحديد الأرض، 5. لما شُيدت [حجارة الحدود] ونقش الأسماء، 6. لما نُظفت السدود والقنوات، 7. لما حُفرت الآبار مباشرة إلى الأسفل، 8. ولما انبثق نهر الفرات، نهر الوركاء الخصيب، 9. لما تم تشييد …، 10. لما تم تأسيس …، 11. لما مزق ان الوهاج […]، 12. لما بُينت وظائف الملكية والملك في أوروك، 13. ولما رفع صولجان كولابا وعصاه في المعركة، 14. في المعركة، ملعب إنانا، 15. لما رزق ذوي الرؤوس السوداء عمرا طويلا (…).

### هوامش
1. ↑  Vanstiphout, H. (2003). Epics of Sumerian Kings, Atlanta: SBL. p.1
2. ↑  An unpublished Ur III period fragment exists. Michalowski, P. (2009) “Maybe Epic: The Origins and Reception of Sumerian Heroic Poetry” in Epic and History, D. Konstans and K. Raaflaub (eds.), Oxford: Blackwells. p.18 and n.8.
3. ↑  Vanstiphout, p.13
4. ↑  Michalowski, p.15-17.
5. ↑   Lugalbanda, Reallexikon der Assyriologie 7, p.117.
6. ↑  Michalowski, p.17
7. ↑  Gadotti 2014، صفحة 23–24.